# Боярчук Оксана Романівна
Боярчук Оксана Романівна (нар. 19 грудня 1967) — українська вчена у галузі медицини, доктор медичних наук (2014), професор (2015), завідувачка кафедри дитячих хвороб з дитячою хірургією Тернопільського національного медичного університету імені І. Я. Горбачевського.

## Життєпис
1994 року закінчила Тернопільський державний медичний інститут за спеціальністю «Лікувальна справа» з відзнакою.
2008 — доцент кафедри педіатрії факультету післядипломної освіти, 2014 — професор.
2014—2016 — декан медичного факультету ТНМУ.
З 2016 р. обіймає посаду завідувача кафедри дитячих хвороб з дитячою хірургією.
Має вищу кваліфікаційну категорію з педіатрії, першу категорію з дитячої кардіоревматології.

## Наукова діяльність

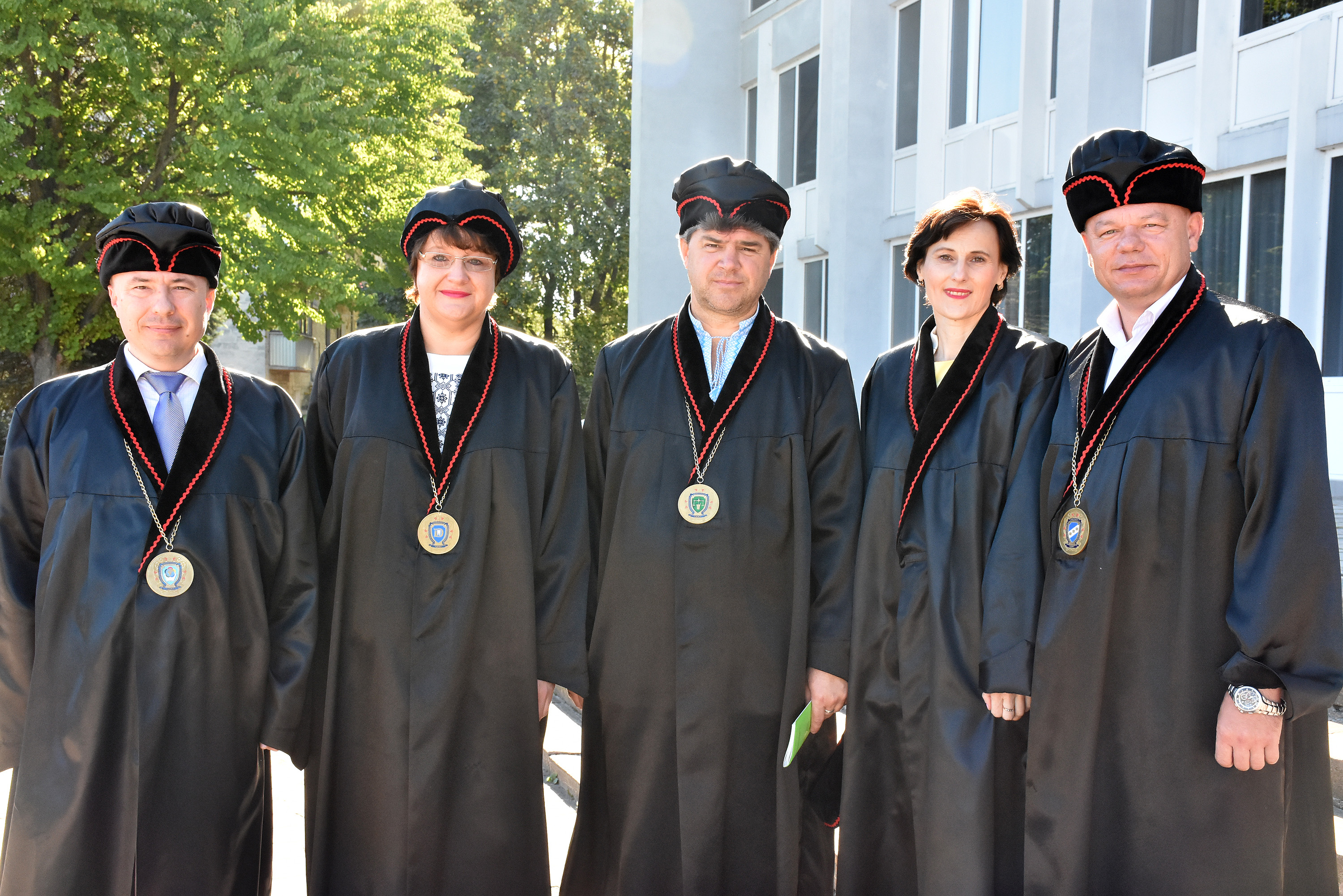
Проф. Боярчук Оксана Романівна (друга справа)

У 1999 році захистила кандидатську дисертацію на тему «Ефективність використання електромагнітного випромінювання надвисокої частоти низької інтенсивності в комплексному лікуванні хронічних гастродуоденітів у дітей» за спеціальністю 14.01.10 — педіатрія.
У 2014 році захистила докторську дисертацію на тему «Клініко-патогенетичні аспекти перебігу ревматичної хвороби у дітей, оптимізація методів лікування та профілактики» за спеціальністю 14.01.10 — педіатрія.
Наукові інтереси: дитяча кардіоревматологія, клінічна імунологія, дитяча гастроентерологія, патологія дітей раннього віку.

## Доробок
О. Р. Боярчук є автором і співавтором 200 навчально-методичних і наукових публікацій, серед яких два посібники й одна монографія.